# Phnom Penh
Phnom Penh (Khmer ភ្នំពេញ, Umschrift: Phnum Pénh, IPA: [pʰnum peːɲ], deutsch ‚Hügel Penh‘) ist die Hauptstadt Kambodschas.
Phnom Penh hat 2,3 Millionen Einwohner (Stand: 2019) und liegt im Süden des Landes am Tonle Sap, einem Zufluss des Mekong. Die Stadt beherbergt die Royal University of Phnom Penh und ein Technikum. Es gibt einen internationalen Flughafen und einen Hafen. Momentan wird ein Großflughafen mit dem Namen Flughafen Techo gebaut. Über den Mekong ist die Stadt auch für kleinere Seeschiffe erreichbar. Phnom Penh ist das mit Abstand bedeutendste wirtschaftliche Zentrum des Landes.

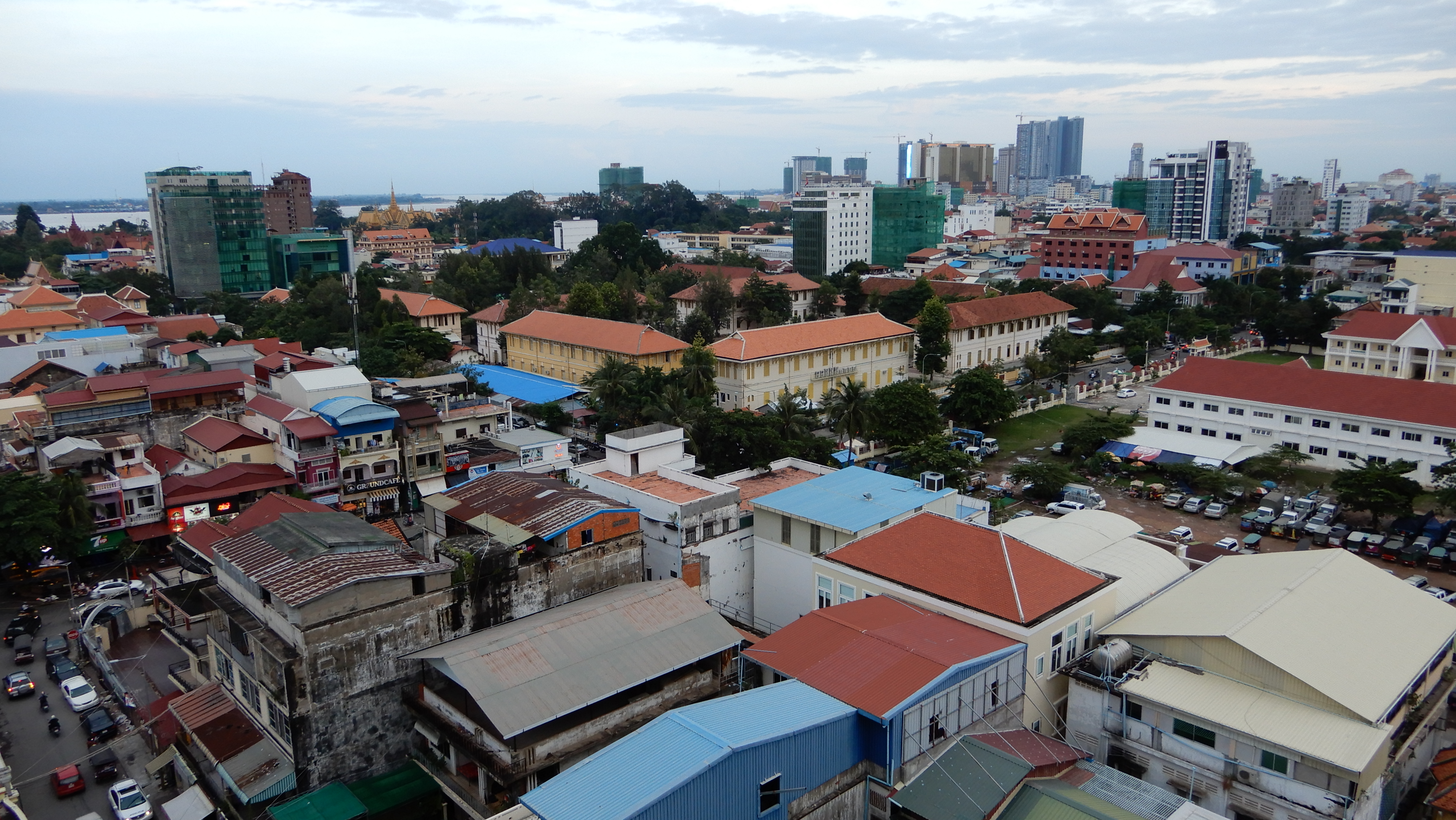
Phnom Penh, Stadtansicht

## Geschichte

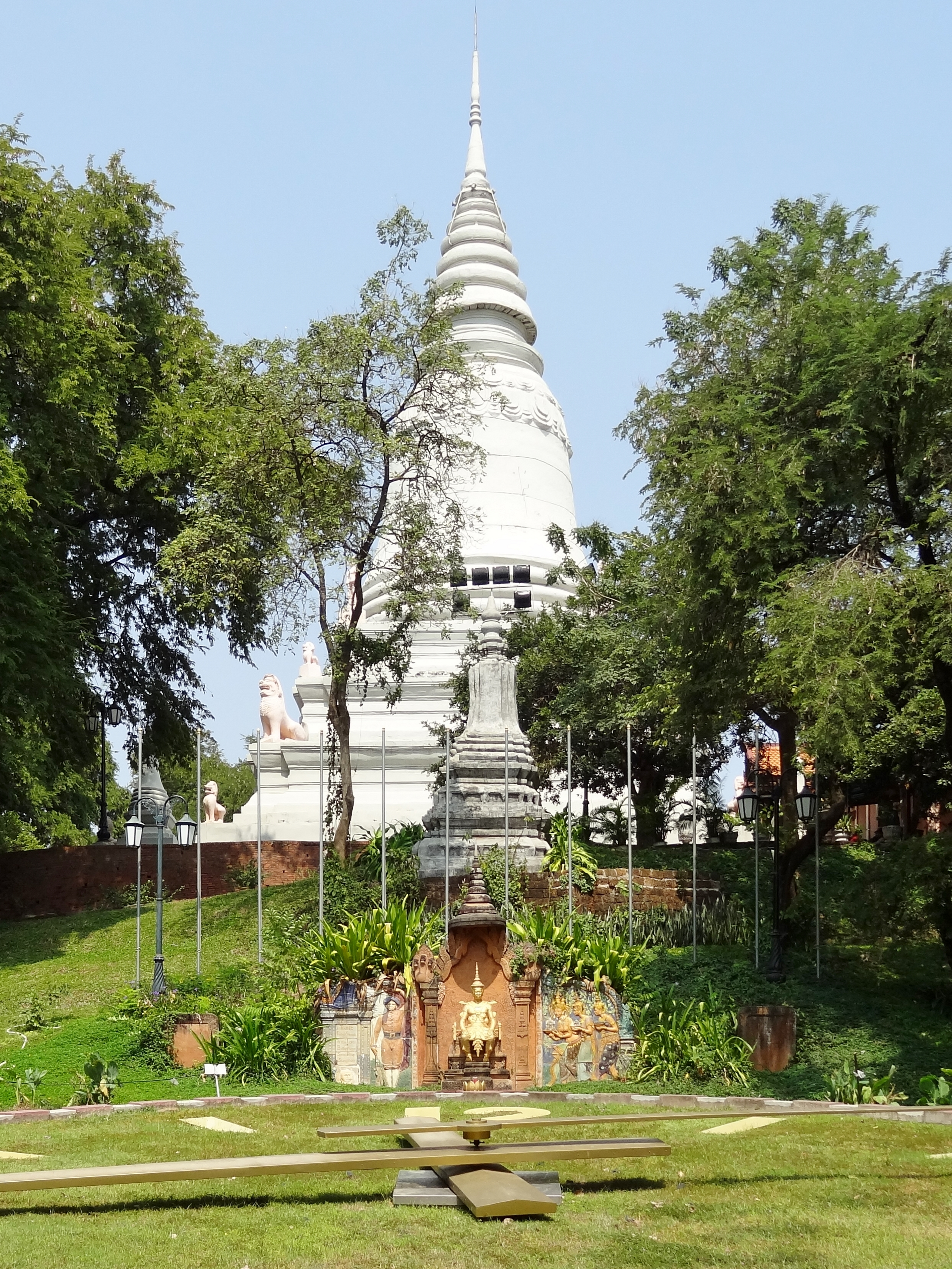
Wat Phnom

Die Stadt hat ihren Namen vom Wat Phnom Daun Penh („Hügeltempel der alten Frau Penh“), der 1372 auf einem künstlichen 27 Meter hohen Hügel errichtet wurde, um fünf Buddha-Statuen aufzunehmen.
Im Jahr 1434 verlegte der letzte Herrscher von Angkor seine Residenz in den Großraum des heutigen Phnom Penh, nach Lovek, nachdem Angkor 1431 von Ayutthaya, dem Königreich der Thai, erobert und dessen lebensnotwendige Bewässerungssysteme zerstört worden waren. Im 16. Jahrhundert wurde Lovek wieder verlassen. Erst 1866 verlegte König Norodom I. auf Druck der Franzosen seinen Regierungssitz von Udong nach Phnom Penh. 1867 wurde die Stadt auch Sitz der französischen Kolonialverwaltung. Die Franzosen planten und bauten die Stadt neu auf. Um die Sumpfgebiete im heutigen Stadtgebiet trockenlegen zu können, wurde ein Kanalsystem geschaffen. Seit 1969 verbindet eine Eisenbahnlinie Phnom Penh mit der Hafenstadt Kompong Som, dem heutigen Sihanoukville.
Die Stadtbevölkerung von Phnom Penh bestand vor der Erlangung der politischen Unabhängigkeit Kambodschas 1953 zu je einem Drittel aus Vietnamesen, Chinesen und Khmer. Erst ab der zweiten Hälfte der 1950er Jahre begann sich das demographische Verhältnis zugunsten der Khmer deutlich zu verschieben. Heute stellen Vietnamesen und Chinesen eine zahlenmäßig zwar kleine, jedoch wirtschaftlich umso einflussreichere Minderheit der Stadtbevölkerung.

### Indochina-Krieg

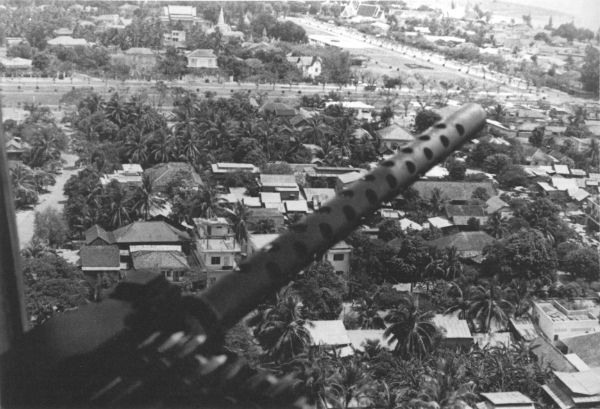
Phnom Penh 1975 aus einem US-amerikanischen Militärhubschrauber des Typs CH-53

Während des zweiten Indochina-Krieges wurde Phnom Penh mehrfach von Vietcong-Einheiten angegriffen. Vor dem Hintergrund der schweren Bombardierungen Kambodschas durch die US-Luftwaffe (1969–1972) und den militärischen Auseinandersetzungen zwischen den Regierungstruppen von General Lon Nol und den Roten Khmer flohen Zehntausende von Bauernfamilien in die Stadt, die Anfang 1975 auf etwa zwei Millionen Einwohner angewachsen war.

### Herrschaft der Roten Khmer: 1975–1978
Am 17. April 1975 wurde Phnom Penh von den Roten Khmer erobert. Diese deportierten fast die gesamte Stadtbevölkerung umgehend aufs Land; kurz nach der Machtergreifung lebten noch ca. 20.000 Menschen in der Stadt, hauptsächlich Parteifunktionäre und andere Eliten. Von Februar bis Mai 1976 verstärkte das Pol-Pot-Regime die militärische Sicherung der Hauptstadt mit einer Besatzung von knapp 20.000 Soldaten erheblich. Für die Deportation der Stadtbevölkerung im April 1975 gab es mehrere Gründe: Einerseits bestand das logistische Problem, die Bevölkerung ausreichend mit Lebensmitteln versorgen zu können; denn Phnom Penh war in den letzten Monaten vor der Machtergreifung aufwändig durch eine Luftbrücke der Amerikaner mit Lebensmitteln, Medikamenten und Treibstoffen versorgt worden. Andererseits hatten sich die Roten Khmer zum politischen Ziel gesetzt, in Anknüpfung an das Reich von Angkor einen ideologisch am Maoismus angelehnten autarken Bauernstaat zu erschaffen: Städte galten im ideologischen System der Roten Khmer als kapitalistisch und konterrevolutionär. Ihre Bevölkerung wurde entrechtet und zu „neuen Menschen“ beziehungsweise „Menschen des 17. April“ erklärt. Ein großer Teil von ihnen kam während des Genozids von Kambodscha bei Arbeitseinsätzen (oftmals Zwangsarbeit) in der Landwirtschaft und in Gefängnissen durch Hunger, Entkräftung, Krankheit (Malaria) und Exekutionen ums Leben.

### Stadtentwicklung seit 1979

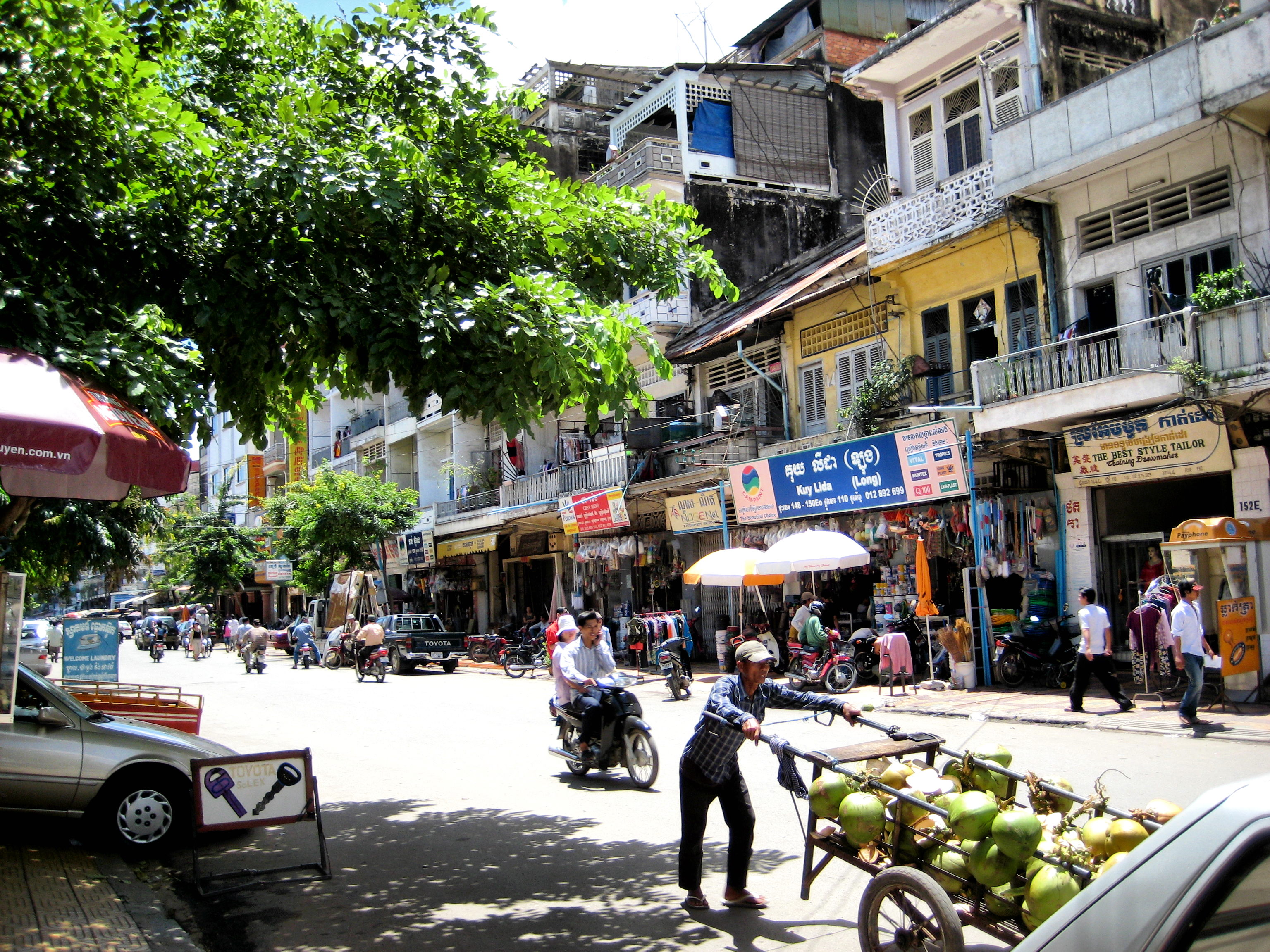
Straßenszene in Phnom Penh

Seit der Vertreibung der Roten Khmer durch vietnamesische Truppen im Januar 1979 begann sich die Stadt von der Roten-Khmer-Diktatur Pol Pots langsam wieder zu erholen, in die zum Zeitpunkt des Einmarsches der vietnamesischen Armee fast menschenleere Stadt wanderten Menschen aus dem Umland wieder zurück. Jahrelang hausten in den 1980er Jahren im Stadtgebiet obdachlose Kambodschaner, die sich dort Kühe, Schweine und Hühner in den Straßen hielten. Von 1992 bis 1993 wurde Kambodscha unter die Aufsicht der UNO gestellt, was zur Folge hatte, dass die fremden Soldaten große Mengen an Devisen in die Wirtschaft der Stadt einbrachten, was einen enormen Boom auslöste.
Der Bauboom, der auch noch zu Anfang der 2020er Jahre anhält, verursachte wiederum mehrere Umweltprobleme. Neben der Zunahme der Luftverschmutzung und einer Abnahme der Wasser- bzw. Flussqualität wurde auch die Umwelt zerstört (bspw. Seen trockengelegt und zugeschüttet), was wiederum einen Rückgang der Fisch- bzw. natürlichen Nahrungsmittelbestände als der Verlust von natürlichen Wasserrückhaltebecken zur Folge hatte.
Heute präsentiert sich Phnom Penh als eine für kambodschanische Verhältnisse moderne Stadt von ca. 2 Millionen Einwohnern. Die Stadt entwickelte sich in den letzten Jahren zu dem nach Angkor wichtigsten touristischen Ziel in Kambodscha, der Grund sind die vielen Sehenswürdigkeiten, ein mittlerweile ziemlich ausgeprägtes Nachtleben und Restaurants, die für wenig Geld qualitativ hochwertiges Essen anbieten. Daneben gibt es auch diverse Märkte mit einer unüberschaubaren Vielfalt von Waren und einige Einkaufszentren, die in ihrer modernen luxuriösen Einrichtung im Kontrast zu der teils weit verbreiteten Armut in der Stadt und im ganzen Land stehen.
Ganz im Gegensatz zu den pulsierenden Millionen-Metropolen seiner Nachbarländer (Bangkok, Hồ-Chí-Minh-Stadt) verfügt Phnom Penh noch über viele baumbestandene (Frangipani) Alleen und ruhige Nebenstraßen. 
Dennoch haben Verkehrs- und Umweltprobleme zugenommen, es gibt in der Stadt geschätzte 500.000 Mopeds, deren Abgase das lokale Klima belasten und mit denen von Taxifahrten bis hin zu Lasttransporten alle erdenklichen Dienstleistungen erbracht werden. Tuk-Tuks und Motorradtaxen haben die ehemals weitverbreiteten Fahrradrikschas weitgehend verdrängt. Seit 2014 verfügt Phnom Penh wieder über ein öffentliches Bussystem, das seitdem kontinuierlich auf 13 Linien erweitert wurde. Während der COVID-19-Pandemie eingestellt, soll es danach wieder eröffnet werden.

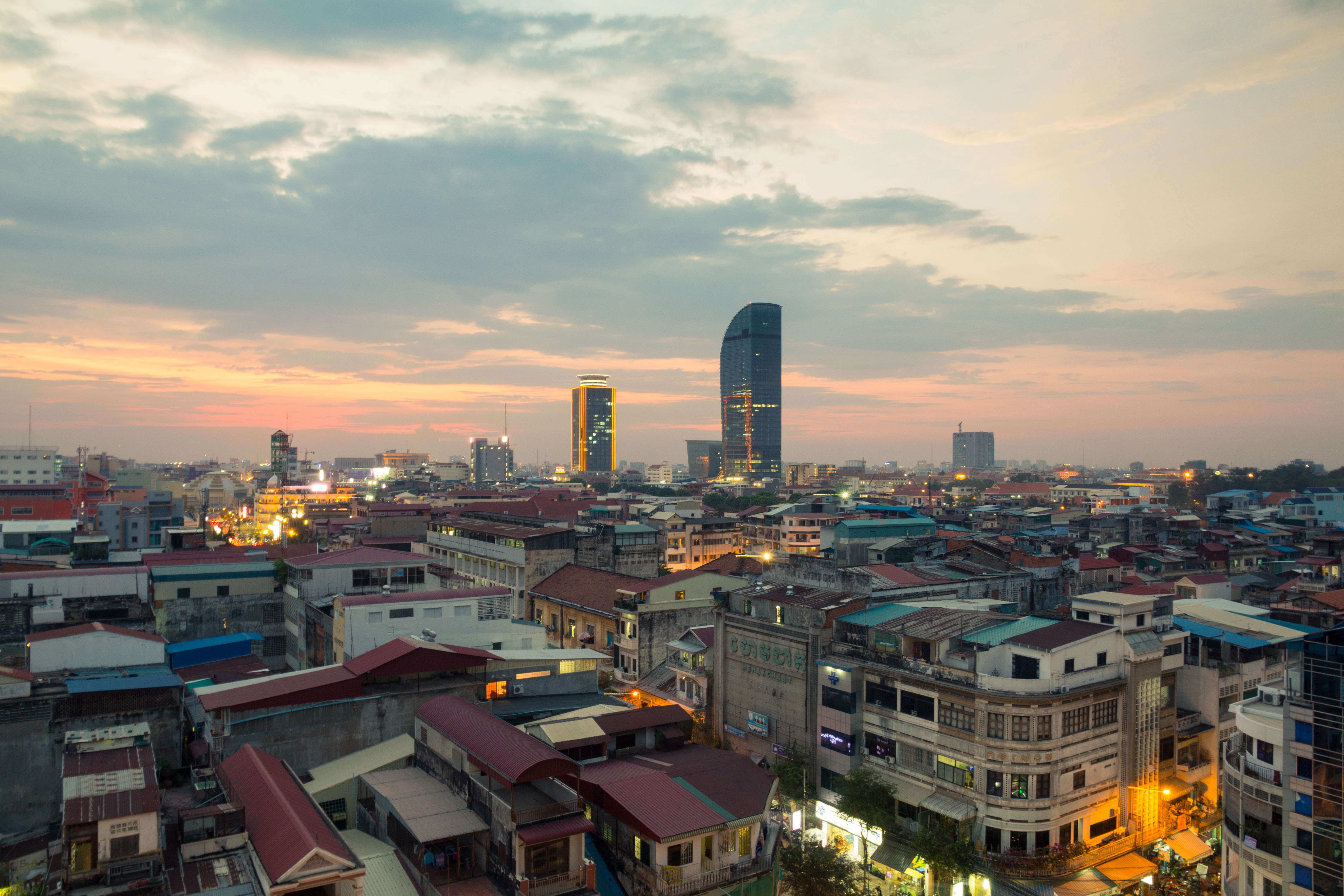
Überblick über Phnom Penh

Bevölkerungsentwicklung der Agglomeration laut UN
| Jahr | Einwohnerzahl |
| ---- | ------------- |
| 1950 | 364.000       |
| 1960 | 389.000       |
| 1970 | 900.000       |
| 1980 | 238.000       |
| 1990 | 615.000       |
| 2000 | 1.149.000     |
| 2010 | 1.523.000     |
| 2017 | 1.893.000     |

## Klima
Phnom Penh hat tropisches Klima. Es ist das ganze Jahr durchgehend heiß und feucht. Die Regenzeit dauert von Mai bis Oktober.
|                       | Jan  | Feb  | Mär  | Apr   | Mai   | Jun   | Jul   | Aug   | Sep   | Okt   | Nov   | Dez  |   |         |
| Mittl. Tagesmax. (°C) | 31,5 | 32,8 | 34,9 | 34,9  | 34,3  | 33,5  | 32,5  | 32,5  | 32,3  | 31,1  | 29,9  | 30,1 | ⌀ | 32,5    |
| Mittl. Tagesmin. (°C) | 21,9 | 23,0 | 24,1 | 25,0  | 25,3  | 25,0  | 24,7  | 24,6  | 24,3  | 23,8  | 22,7  | 21,7 | ⌀ | 23,8    |
|                       |      |      |      |       |       |       |       |       |       |       |       |      |   |         |
| Niederschlag (mm)     | 25,5 | 11,5 | 58,0 | 101,0 | 111,6 | 177,1 | 195,9 | 172,0 | 248,8 | 318,9 | 135,0 | 80,3 | Σ | 1.635,6 |
|                       |      |      |      |       |       |       |       |       |       |       |       |      |   |         |
| Sonnenstunden (h/d)   | 8,4  | 8,0  | 8,6  | 8,0   | 6,5   | 6,4   | 4,6   | 5,6   | 4,3   | 6,5   | 7,1   | 7,8  | ⌀ | 6,8     |
|                       |      |      |      |       |       |       |       |       |       |       |       |      |   |         |
| Regentage (d)         | 2,8  | 2,4  | 5,2  | 8,6   | 16,4  | 16,6  | 19,6  | 21,4  | 19,8  | 24,0  | 11,8  | 4,8  | Σ | 153,4   |
|                       |      |      |      |       |       |       |       |       |       |       |       |      |   |         |
| Luftfeuchtigkeit (%)  | 69   | 67   | 64   | 70    | 78    | 79    | 80    | 81    | 84    | 82    | 78    | 75   | ⌀ | 75,6    |

| 21,9 |

| 23,0 |

| 24,1 |

| 25,0 |

| 25,3 |

| 25,0 |

| 24,7 |

| 24,6 |

| 24,3 |

| 23,8 |

| 22,7 |

| 21,7 |

| 21,9 |

| 23,0 |

| 24,1 |

| 25,0 |

| 25,3 |

| 25,0 |

| 24,7 |

| 24,6 |

| 24,3 |

| 23,8 |

| 22,7 |

| 21,7 |

## Sehenswürdigkeiten
Phnom Penh bietet die verschiedensten architektonischen Sehenswürdigkeiten an. Die Bandbreite reicht vom Wat Phnom bis zum Königspalast aus dem 19. Jahrhundert, neben französischen Kolonialvillen findet sich in der Stadt der Zentralmarkt Phsar Thmei im Art-déco-Stil der 1930er Jahre.

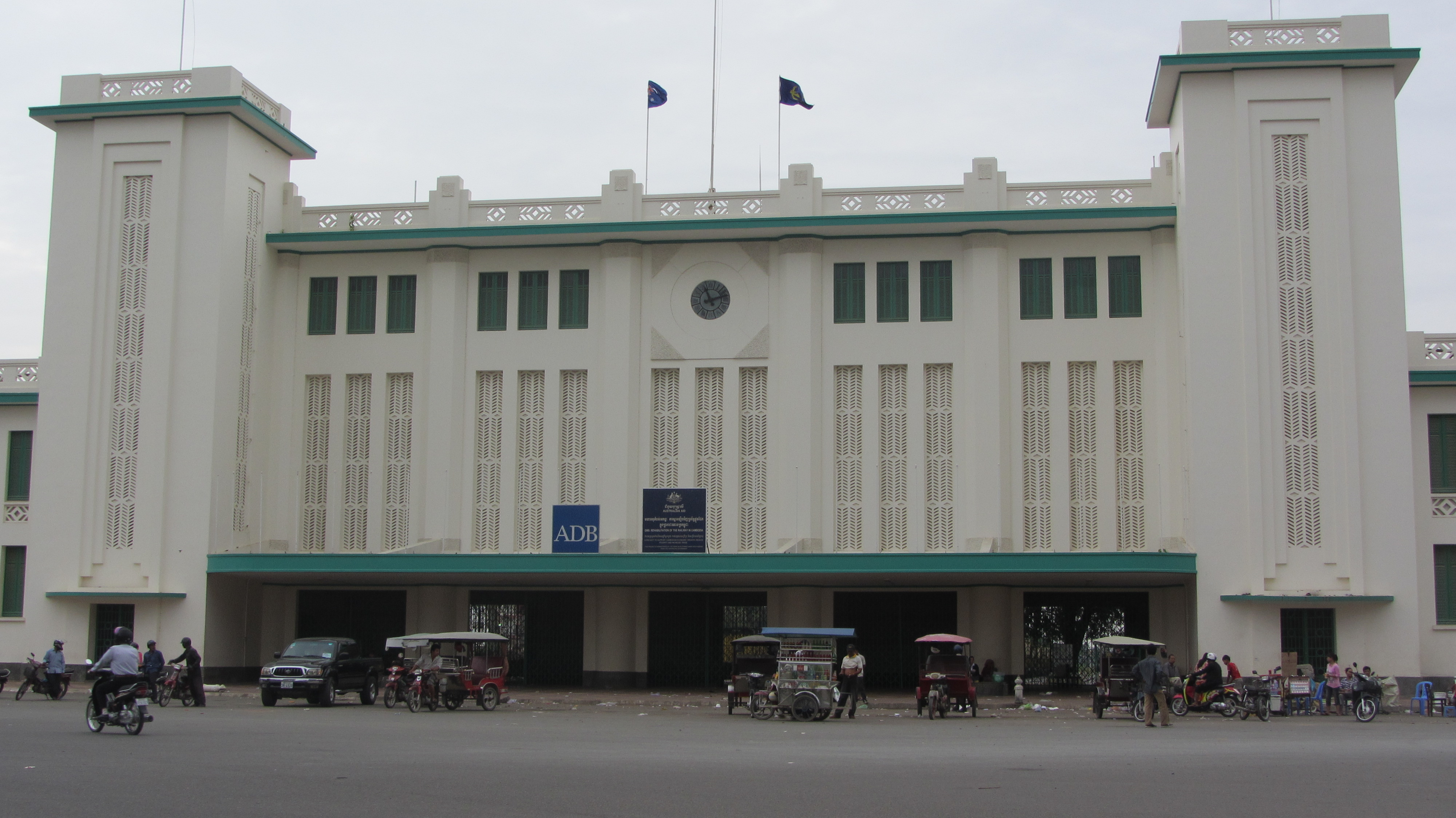
Phnom Penh Bahnhof (2012)

Nachdem Kambodscha die Unabhängigkeit von den Franzosen erlangte, erlebte die Stadt einen beispiellosen Bauboom unter der Patronage von König Norodom Sihanouk. Diese goldene Ära der modernen Architektur wird auch Neue Khmer-Architektur genannt. Unter den Architekten ist vor allem Vann Molyvann zu nennen, der vom König zum Nationalarchitekten ernannt wurde und der in Paris unter Le Corbusier studierte. Er und andere Architekten entwickelten einen Stil, der als Mischung von Bauhaus, Moderne und Tradition von Angkor beschrieben werden kann. Einzigartige Bauwerke wie das Nationaltheater, das Haus der Minister, das Institut für Fremdsprachen, das Nationale Sportzentrum, die Gebäude der königlichen Universität sowie Villen für die aufstrebende neue Mittel- und Oberschicht wurden zwischen 1950 und 1970 errichtet.
Obwohl diese Gebäude den Terror der Roten Khmer und die Wirren des Bürgerkrieges danach überstanden, sind sie heute stark vom Abriss bedroht. Das Nationaltheater wurde 2008 abgerissen, und mehrere Villen aus den 1950er Jahren sind bereits zerstört worden, um für Neubauten Platz zu machen. Eine Bewegung gegen die Zerstörung dieser Phase der Geschichte Phnom Penhs bildet sich langsam, zum Beispiel wurden Villen in Boutiquehotels umgewandelt, wie etwa das Knai Bang Chatt und das Frangipani.

### Traditionelle Bauwerke

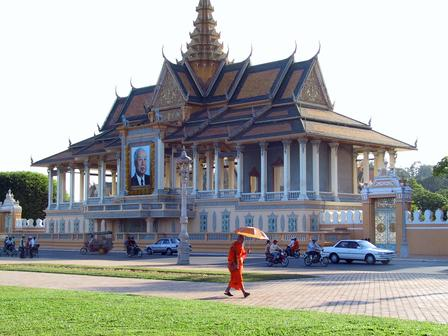
Mondschein-Pavillon (Preah Thineang Chan Chhaya) des königlichen Palastes in Phnom Penh

- Wat Botum – eines von fünf Original-Wats, 1422 von König Ponhea gegründet
- Wat Langka – stammt gleichfalls aus dem Jahre 1422
- Wat Ounalom – beherbergte bis 1999 das Buddhistische Institut
- Wat Phnom – spirituelles Zentrum von Phnom Penh auf einem etwa 27 Meter hohen künstlichen Hügel
- Wat Kampong Tralach Loeu, Kloster, 35 km nördlich
- Königspalast mit Thronhalle und Silberpagode
- National-Museum – Exponate der Khmer-Kunst

### Gebäude aus der Kolonialzeit
- Hotel Le Royal – ehemaliges Kolonialhotel
- Zentralmarkt (Phsar Thmei) – einzigartiges Art-Déco-Gebäude
- Foreign Correspondent’s Club of Cambodia (FCC)

### Neue Khmer-Architektur
- Unabhängigkeitsdenkmal

Unabhängigkeitsdenkmal von 1958

- Olympiastadion – großer Komplex für Sportveranstaltungen und Konzerte
- Tonle-Sap-Promenade – Zusammenfluss von Mekong und Tonle Sap

### Rote-Khmer-Mahnmale
- Tuol-Sleng-Genozid-Museum – (auch bekannt als S-21), Foltergefängnis der Roten Khmer
- Killing Fields (Khmer: Choeung Ek) – Massengrab aus der Zeit der Roten Khmer

### Andere
- Russian Market – (Phsar Toul Tom Poung)
- Orussey Market (Phsar Orussey) – großer Markt im Zentrum, besonders bekannt für seine reiche Auswahl an getrocknetem Fisch
- Morodok Techo National Stadium

## Wirtschaft
In der Stadt befindet sich die nationale Wertpapierbörse - die Cambodia Securities Exchange.

## Partnerschaften
Phnom Penh unterhält seit 2014 eine Partnerschaft mit der Stadt Chongqing, Volksrepublik China.

## Söhne und Töchter der Stadt
- Sisowath Monivong (1875–1941), König von Kambodscha
- Sisowath Kossamak (1904–1975), Königin von Kambodscha
- Penn Nouth (1906–1985), Politiker
- Jean Mazel (1910–1962), französischer Politiker
- Son Sann (1911–2000), Politiker
- Norodom Kantol (1920–1976), Politiker
- Norodom Sihanouk (1922–2012), König von Kambodscha bis 2004
- Bernard Philippe Groslier (1926–1986), französischer Kunsthistoriker und Archäologe
- Hor Namhong (* 1935), Diplomat und Politiker
- Norodom Ranariddh (1944–2021), Politiker
- Yim Guechse (* 1946), in Deutschland lebender kambodschanischer Dichter und Schriftsteller
- Sam Rainsy (* 1949), Politiker
- Tioulong Saumura (* 1950), Politikerin
- Norodom Sihamoni (* 1953), König von Kambodscha seit 2004
- Mu Sochua (* 1954), Politikerin
- Alain Fiard (* 1958), französischer Fußballspieler und -trainer
- Chem Widhya (* 1958), Diplomat
- François Chau (* 1959), kambodschanisch-US-amerikanischer Schauspieler
- Rithy Panh (* 1964), Dokumentarfilmer
- Patricia Hy-Boulais (* 1965), kanadische Tennisspielerin
- Loung Ung (* 1970), US-amerikanische Menschenrechtsaktivistin, Schriftstellerin und Dozentin
- Theary Seng (* 1971), kambodschanisch-US-amerikanische Menschenrechtsaktivistin, Juristin und Autorin
- Pierre Suon Hangly (* 1972), römisch-katholischer Geistlicher, Koadjutor des Apostolischen Vikars von Phnom Penh
- LinDa Saphan (* 1975), Künstlerin und Sozialanthropologin
- Vandy Rattana (* 1980), Fotograf
- Xin Sarith Wuku (* 1981), kambodschanisch-US-amerikanischer Schauspieler, Stuntman und Stunt Coordinator
- Tit Linda Sou (* 1989), Sprinterin
- Reung Bunheing (* 1992), Fußballspieler
- Chan Seyha (* 1994), Sprinterin
- Pen Sokong (* 1994), Sprinter
- Lim Pisoth (* 2001), Fußballspieler